# Pertti Kukkonen
Pertti Kukkonen, född 1954 i Tavastehus i Finland, är en finländsk skulptör.
Pertti Kukkonen utbildade sig på Finlands konstakademis skola 1978–1983. Han har undervisat på Aalto-universitetets högskola för konst, design och arkitektur i Helsingfors 1988–2001 och på Lahden Muotoiluinstituutti (Lahtis designinstitut) på Lahtis yrkeshögskola i Lahtis 1989–1990.

## Verk i urval
- Päätepiste ("Slutpunkt"), väggutsmyckning, 1992, Bottenhavsgatan, Gräsviken i Helsingfors[1]
- Den skyddande himlen, väggutsmyckning, 1996, Bottenhavsgatan, Gräsviken, Helsingfors[2]
- Ormen i paradiset, väggutsmyckning, 1997, Bottenhavsplatsen, Gräsviken i Helsingfors[3]
- Custon-pelare, 1998, i Lillhoplax i Helsingfors[4]
- Mare, 1999, utsmyckning av garagetak, Mässflicksgränden i Gräsviken i Helsingfors[5]
- Betonilehti ("Blad i betong"), betong, 2006, balustrad utanför Emma i Esbo
- Svart sten, betong, 2006, som ingår i Eva Löfdahls Entreprenörsmonumentet på Kampen i Helsingfors[6]
- Altaret i Pauluskyrkan i Tartu, Estland, 2006
- Skulpterade bänkar i betong, 2007, i Kotka
- Korsets väg, 2010, utsmyckning i S:t Lars kapell i Helsinge kyrkby i Vanda